# Betsy Palmer

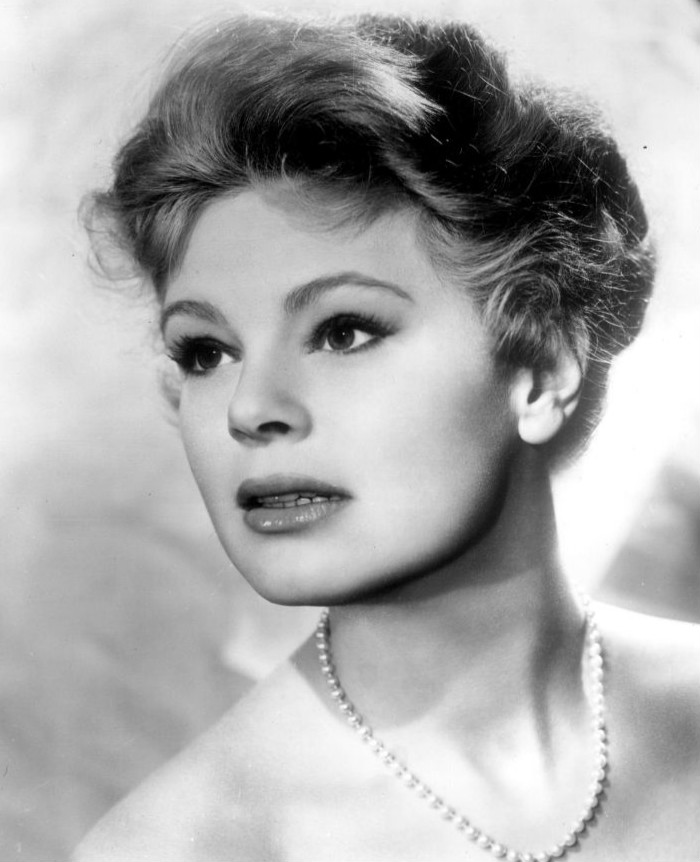
Betsy Palmer în 1960

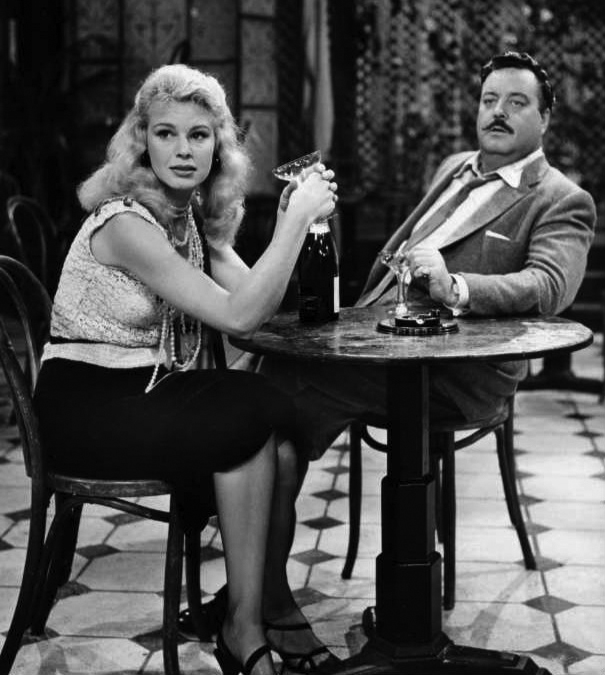
Betsy Palmer și Jackie Gleason în The Time of Your Life (1958)

Betsy Palmer pe numele real Patricia Betsy Hrunek (n. 1 noiembrie 1926, East Chicago⁠(d), Indiana, SUA – d. 29 mai 2015, Danbury⁠(d), Connecticut, SUA) a fost o actriță americană de film și televiziune. Printre cele mai cunoscute filme ale sale se numără Mister Roberts (1955), Steaua de tinichea (1957), Vineri 13.

## Biografie
Numele la naștere al lui Palmer a fost Patricia Betsy Hrunek. Tatăl ei, Vincent Hrunek, a fost un chimist cehoslovac care a emigrat în Statele Unite. Palmer a studiat la Universitatea DePaul din Chicago și a câștigat prima sa experiență de actorie cu spectacole pe scenă.
Și-a început cariera de actorie profesională pe Broadway. În 1951 a urmat o apariție în serialul de televiziune Miss Susan. Au urmat rapid și alte angajamente, făcând-o pe Palmer o față binecunoscută la televiziunea americană în anii 1950. Între timp, ea a lucrat și ca prezentatoare pentru Today Show de pe postul NBC.
Ea și-a făcut debutul pe ecran în filmul regizorului John Ford The Long Gray Line cu Tyrone Power, urmat de Mister Roberts (1955), alături de Henry Fonda și Jack Lemmon și westernul Steaua de tinichea (1957), din nou cu Henry Fonda.
În anii 1960 și 1970, angajamentele ei au scăzut semnificativ până când cariera ei și-a luat din nou viteză la televiziune, cu succesul surprinzător al filmului de cinema Vineri 13 (1980). În 1981, ea a fost implicată în prima continuare a materialului, care a fost dezvoltat ulterior de mai multe ori, dar mai târziu a respins aparițiile de invitată.
Palmer și-a făcut ultima apariție în film în 2007, în filmul horror direct-to-video Bell Witch: The Movie. Ea a decedat pe 29 mai 2015 la un sanatoriu (en: Hospice) de lângă Danbury, Connecticut, la vârsta de 88 de ani.

## Filmografie selectivă

### Cinema
- 1955 Death Tide, regia Victor Komow
- 1955 La lunga linea grigia (The Long Gray Line), regia John Ford
- 1955 La nave matta di Mister Roberts (Mister Roberts), regia Mervyn LeRoy
- 1955 Ape regina (Queen Bee), regia Ranald MacDougall
- 1957 Steaua de tinichea (The Tin Star), regia Anthony Mann
- 1958 La vera storia di Lynn Stuart (The True Story of Lynn Stuart), regia Lewis Seiler
- 1959 Attenti alle vedove (It Happened to Jane), regia Richard Quine
- 1959 Addio dottor Abelman! (The Last Angry Man), regia Daniel Mann
- 1980 Vineri 13 (Friday the 13th), regia Sean S. Cunningham
- 1981 Vineri 13 - Partea a II-a (Friday the 13th, Part Two), regia Steve Miner
- 1982 Vineri 13 - Partea a III-a (Friday the 13th Part III)
- 1984 Vineri 13: Capitolul final (Friday the 13th: The Final Chapter), regia Joseph Zito
- 1994 Unveiled, regia William Cole
- 1999 L'urlo del male (The Fear: Resurrection), regia Chris Angel
- 2006 Waltzing Anna, regia Doug Bollinger
- 2007 Bell Witch: The Movie, regia Shane Marr

### Televiziune
- 1951 Miss Susan – serial TV, 5 episoade
- 1955 Appointment with Adventure – serial TV
- 1958 Playhouse 90 – serial TV
- 1982 The Love Boat – serial TV
- 1989 Knots Landing – serial TV
- 1991 Columbo – serial TV
- 2001 FreakyLinks – serial TV